# Salvador Carmona
Salvador Carmona (22 d'agost de 1975) és un exfutbolista mexicà.

## Selecció de Mèxic
Va formar part de l'equip mexicà a la Copa del Món de 1998.